# Los Angeles Pop Festival
Das Los Angeles Pop Festival – auch als „Christmas Happening“ bekannt – fand am 22. und 23. Dezember 1968 in der Los Angeles Memorial Sports Arena statt.
Es traten auf (in alphabetischer Reihenfolge):
- Blue Cheer
- The Box Tops
- Canned Heat
- The Chambers Brothers
- José Feliciano
- The Grass Roots
- The Love Exchange
- Buddy Miles
- Steve Miller Blues Band
- The Righteous Brothers
- Three Dog Night
- The Turtles